# Minivet flamboyant
Pericrocotus igneus
Espèce
Statut de conservation UICN

 LC  : Préoccupation mineure
Le Minivet flamboyant (Pericrocotus igneus) est une espèce de passereaux de la famille des Campephagidae.

## Répartition et sous-espèces
Selon la classification de référence du Congrès ornithologique international (15.1, 2025) :
- P. i. igneus Blyth, 1846 — péninsule Malaise, Sumatra, Bornéo et Palawan ;
- P. i. trophis Oberholser, 1912 — Simeulue.